# VfB Auerbach
Der Verein für Bewegungsspiele Auerbach 1906 e. V., kurz VfB Auerbach, ist ein sächsischer Fußball- und Tennisclub aus Auerbach im Vogtland.

## Geschichte
Die Ursprünge des Vereins gehen auf den am 17. Mai 1906 gegründeten Auerbacher Fußballclub (AFC) zurück. Dieser wurde 1908 Meister in der 2a-Klasse im Sportgau Vogtland, wenngleich erst am 20. Juni 1913 die Eintragung ins Vereinsregister erfolgte. Der AFC wurde am 18. April 1919 in „VfB Auerbach 1906 e. V.“ umbenannt. Der Verein spielte innerhalb des Verbandes Mitteldeutscher Ballspiel-Vereine (VMBV) in der Gauliga Göltzschtal bzw. ab 1930 in der Gauliga Vogtland. Nach der Machtübernahme der Nationalsozialisten 1933 wurden die Regionalverbände aufgelöst, der VfB Auerbach spielte fortan in der zweitklassigen Fußball-Bezirksklasse Plauen-Zwickau.
Nach der Besatzung Deutschlands kam es am 10. Juni 1945 zur Zwangsauflösung des Vereins. Im Herbst desselben Jahres wurde das „Sport- und Kultur-Kartell Auerbach i.V.“ mit der Abteilung „Fußball (Ziegeleiweg)“ gebildet. Die Fußballmannschaft spielte als SG Auerbach/Vogtland in der Saison 1948/49 im Fußballbezirk Westsachsen. Nach Gründung der Deutschen Demokratischen Republik 1949 konnte auch am 6. Januar 1951 die „BSG Einheit Auerbach“ gegründet werden. 1989 war die BSG mit den Sportarten Boxen, Fechten, Fußball, Kegeln, Rollsport, Tennis, Tischtennis, Turnen/Gymnastik und Wandern/Touristik die größte Sportgemeinschaft Auerbachs.
1991 wurde schließlich der „VfB Auerbach 1906 e. V.“ neugegründet, dessen Fußballabteilung 2003 den Aufstieg in die Oberliga Nordost schaffte. 2012 folgte als Vizemeister hinter dem FSV Zwickau sogar der Aufstieg in die Regionalliga Nordost, in der sich der VfB bis 2022 insgesamt zehn Jahre halten konnte, ehe der Abstieg in die Oberliga Nordost folgte.
Die zweite Mannschaft des Vereins spielt derzeit in der Vogtlandliga.

## Ligazugehörigkeit seit 1990
- 1990–1991: Bezirksklasse Chemnitz, Staffel 1
- 1991–1994: Bezirksliga Chemnitz
- 1994–2003: Landesliga Sachsen
- 2003–2012: Oberliga Nordost (Staffel Süd)
- 2012–2022: Regionalliga Nordost
- seit 2022: Oberliga Nordost (Staffel Süd)

## Stadion
Der Fußballplatz am Ziegeleiweg wurde am 18. September 1921 eingeweiht. Erst mit dem sportlichen Erfolg des VfB Auerbach seit 1991 entwickelte sich jedoch die Spielstätte vom Sportplatz zum Fußballstadion. Im Jahr 1993 wurde die Haupttribüne errichtet, 2009 die Hintertortribüne im Süden mit V.I.P.-Lounge und modernen Umkleidekabinen. Nach dem Bau der erweiterten Gästetribüne auf der Gegengeraden fasst das VfB-Stadion derzeit 5.000 Zuschauer.

## Bekannte Sportler
- Andreas Bielau, Fußballspieler und -trainer
- Dieter Burdenski, Fußballspieler
- Kevin Hampf,[5] Fußballspieler
- Stefan Persigehl, Fußballspieler
- Matthias Ruländer,[5] Fußballspieler
- Gunnar Stabenow, Fußballspieler
- Marcus Wieland, Fußballspieler